# 스피니 페로니 궁전

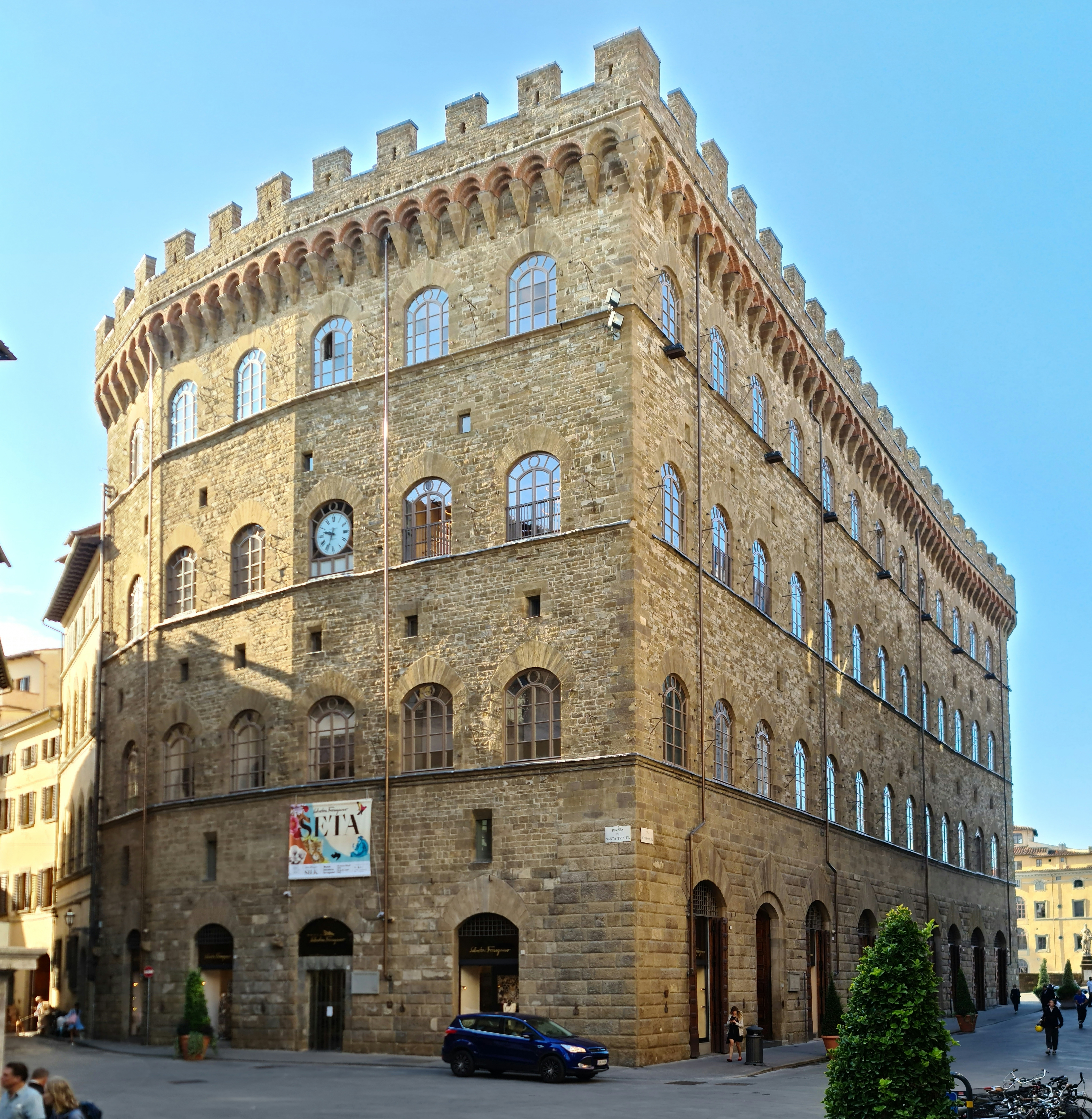
스피니 페로니 궁전.

스피니 페로니 궁전(Palazzo Spini Ferroni)은 이탈리아 피렌체 중심부인 산타 트리니타 광장의 모퉁이에 있는 토르나부오니 거리를 따라 위치한 대형 고딕 양식의 궁전이다.
산타 트리니타 성당 건너편에 서 있다.

## 역사

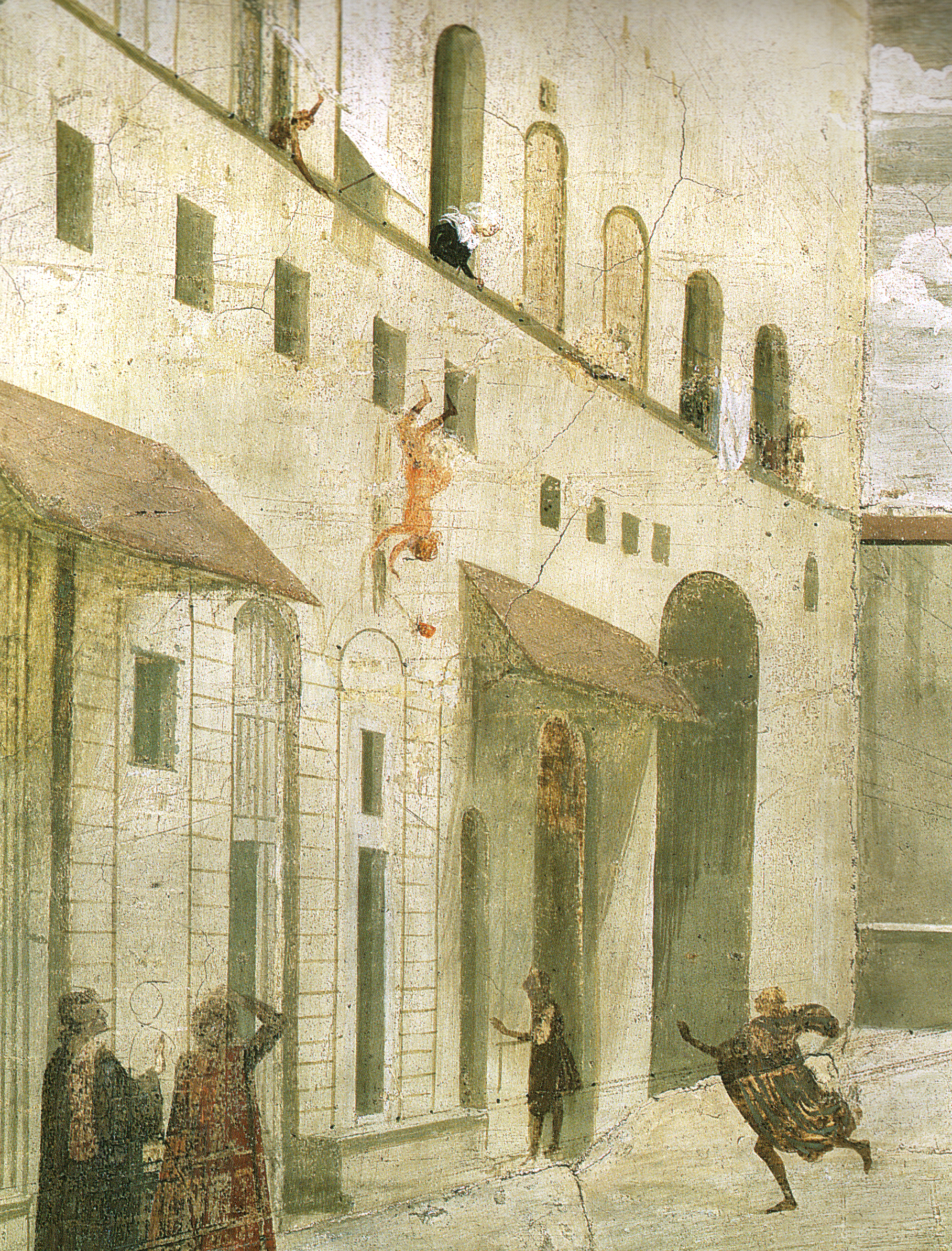
산타 트리니타 성당 내 사세티 예배당에 위치한 도메니코 기를란다요의 프레스코 '소년의 부활' 중 상세 모습.

스피니 페로니 궁전은 1289년에 부유한 직물 상인 겸 은행가인 게리 스피니가 1288년의 아르노강 대홍수를 겪은 뒤 산타 트리니타 성당의 수도사들로부터 구입한 대지 위에 지은 건물이었다.
당시에, 피렌체에서 개인 소유한 팔라초 중에는 가장 컸고 피렌체 공화국의 정부 청사였던 동시대의 베키오 궁전과 규모 면에서 필적하였다. 궁전의 설계는 아르놀포 디 캄비오 또는 그의 아버지인 라포 테데스코를 포함한 건축가들이 기여한 것이었다. 건물의 본래 외관은 인접한 산타 트리니타 성당의 사세티 예배당에 있는 기를란다요의 프레스코에서 확인할 수 있다. 가문 간의 투쟁으로 유명하던, 격동의 중세 피렌체 시기에 지어진 이곳 궁전은 1층 높이가 높은 지상층 구조에, 총안이 얹어진 코니스 등을 갖춘 돌덩이로 된 요새와 같았다.
14세기에, 이곳 궁전은 스피니 가문이 분가되면서 하나씩 나뉘어지게 되었는데, 광장을 바라보는 쪽은 17세기에 매각되었다. 1670년대, 토스카나 대공 코시모 3세의 지배 집단의 일원이었던 프란체스코 안토니오 페로니 후작은 궁전을 조반 바티스타 포기니, 로렌초 메를리니 등에 의뢰를 맡겨 스투코로 재단장하였다. 재단장 중, 베르나르디노 포체티가 그린 벽화들인 (1609년–1612년) '천사 성가대의 행진'과 '양치기의 경배' 등은 원래 위치에서 옮겨졌다.
한동안 호텔로서 쓰인 뒤, 1846년에 이곳 궁전은 피렌체시에 매입되어, 피렌체가 이탈리아의 수도 역할을 하던 시기 (1865년-1871년) 관청으로 쓰였다. 1874년에 부분적으로 신중세 양식으로 개보수되었으며, 1층에는 가게 진열대가 설치되었고 아르노강을 마주보는 아치와 탑은 허물어져 현재의 모습이 나타났다. 1930년대에, 신발 디자이너 살바토레 페라가모가 매입하였다. 1995년 이래로 스피니 페로니 궁전에 페라가모에 대한 박물관이 입점해 있다.

## 참고 문헌
- Zucconi, Guido (1995). 《Florence: An Architectural Guide》. 산 조반니 루파토토: Arsenale Editrice. ISBN 88-7743-147-4.
- Touring Club Italiano. Firenze e dintorni.